# Формантен
Форманте́н (фр. Formentin) — коммуна во Франции, находится в регионе Нижняя Нормандия. Департамент коммуны — Кальвадос. Входит в состав кантона Камбреме. Округ коммуны — Лизьё.
Код INSEE коммуны — 14280.

## Население
Население коммуны на 2010 год составляло 214 человек.
| 1962 | 1968 | 1975 | 1982 | 1990 | 1999 | 2010 |
| ---- | ---- | ---- | ---- | ---- | ---- | ---- |
| 194  | 151  | 133  | 151  | 191  | 206  | 214  |

## Экономика
В 2010 году среди 143 человек трудоспособного возраста (15—64 лет) 111 были экономически активными, 32 — неактивными (показатель активности — 77,6 %, в 1999 году было 68,7 %). Из 111 активных жителей работали 105 человек (52 мужчины и 53 женщины), безработных было 6 (3 мужчин и 3 женщины). Среди 32 неактивных 8 человек были учениками или студентами, 15 — пенсионерами, 9 были неактивными по другим причинам.